# Powiat milicki
Powiat milicki – powiat w Polsce, położony w północno-wschodniej części województwa dolnośląskiego. Jego siedzibą jest miasto Milicz.
Ze względu na położenie w parku krajobrazowym i jakość powietrza (prowadzone w 2004 r. przez Inspekcję Ochrony Środowiska badania jakości powietrza stwierdziły niski w porównaniu do całego obszaru województwa dolnośląskiego poziom zanieczyszczeń dwutlenkami azotu i siarki) powiat swoją przyszłość upatruje w turystyce i agroturystyce.

## Geografia

### Charakterystyka powiatu
Powiat milicki położony jest w północno-wschodniej części Dolnego Śląska przy granicy z Wielkopolską, w dolinie rzeki Baryczy. Na jego krajobraz w przeważającej części składają się zróżnicowane kompleksy leśne i stawowe.
Unikatowa flora i fauna tego obszaru, bogactwo krajobrazowe i historyczne były powodem, dla którego utworzono tu Park Krajobrazowy Dolina Baryczy. Milicka Dolina Baryczy jest największym parkiem krajobrazowym w Polsce. Park powstał w 1996 roku, a jego powierzchnia wynosi 87 tys. ha. Składają się nań wielkie kompleksy leśne i wodne. Samych ptaków rozpoznano tu 270 gatunków. Spośród najrzadszych warto wymienić: czaplę purpurową, bąka, bociana czarnego, perkoza rdzawoszyjego, zausznika, żurawia i orła bielika. W 2000 r. Stawy Milickie znalazły się wśród 13 obszarów wodnych, objętych światowym programem ochrony jezior Living Lakes, obok takich miejsc jak Jezioro Bodeńskie, jezioro Bajkał czy Morze Martwe.

### Stawy Milickie

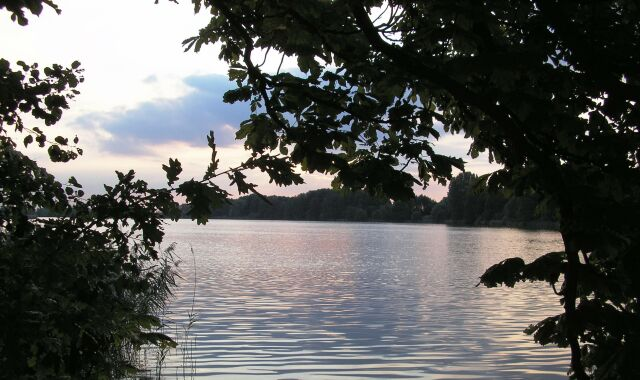
Stawy Milickie

Stawy Milickie stanowią największy ośrodek hodowli karpi w Polsce i Europie. Gospodarka stawowa rozwijała się na tych terenach już na początku wieku XI. Dzięki zakonowi cystersów, który osiedlił się tu w 1136 r. wybudowano ponad 2 tys. ha stawów. Dynamiczny rozwój gospodarki stawowej przypada na XVI i początek XVII wieku. W tym okresie w samym powiecie milickim było 8443 ha stawów. Obecnie powierzchnia wszystkich stawów przekracza 8 tys. ha. Zasilane są wodą z Baryczy i jej dopływów.
Stawy Milickie to nie tylko nazwa akwenów w powiecie milickim, ale również państwowego zakładu budżetowego prowadzącego swoją działalność na obszarze 7,6 tys. ha, w tym około 6,5 tys. ha zajmują właśnie stawy. Obecnie w skład PZB „Stawy Milickie” wchodzi pięć zakładów rybackich: Krośnice, Potasznia, Radziądz, Ruda Sułowska i Stawno.
W 1963 r. utworzono na tym terenie rezerwat ornitologiczny. Występuje tutaj ponad 270 gatunków ptaków, wśród których można wyróżnić orła bielika, bociana czarnego oraz wiele rzadkich gatunków gęsi i kaczek, spośród których na szczególna uwagę zasługuje zagrożona wyginięciem podgorzałka.

## Podział administracyjny
Powiat milicki powstał 1 stycznia 1999 roku wskutek reformy administracyjnej, której jednym z aspektów było wprowadzenie powiatów jako drugiego szczebla administracji, pomiędzy województwami i gminami.
Został stworzony z części znoszonego województwa wrocławskiego. Terytorium powiatu zostało określone w kształcie zmniejszonym w stosunku do tego, jaki posiadał on przed swoją likwidacją w 1975 roku; po reformie, wchodzące wówczas w jego skład miasto i gmina Żmigród oraz sołectwa Koniowo i Ujeździec Mały (w 1977 roku włączone do gminy Trzebnica) weszły w skład powiatu trzebnickiego. Istniejąca wówczas w powiecie milickim gmina Gądkowice oraz większość gminy Sułów weszły w jego skład w granicach gminy Milicz.
Z powiatem milickim graniczą jednostki:
- powiaty krotoszyński i rawicki w województwie wielkopolskim od północy,
- powiat ostrowski w województwie wielkopolskim od wschodu,
- powiat oleśnicki od południowego wschodu,
- powiat trzebnicki od południowego zachodu i zachodu.

W skład powiatu wchodzą 3 gminy: 1 miejsko-wiejska oraz 2 wiejskie. Na jego terenie położone jest jedno miasto – Milicz.
| Gmina   | Gmina           | Gmina | Gmina    | Pow. (2025) | Ludność (2024) | Siedziba |
| TERYT   | Typ             | Nazwa | Nazwa    | Pow. (2025) | Ludność (2024) | Siedziba |
| ------- | --------------- | ----- | -------- | ----------- | -------------- | -------- |
| 0213012 | wiejska         |       | Cieszków | 100,85      | 4561           | Cieszków |
| 0213022 | wiejska         |       | Krośnice | 178,54      | 7940           | Krośnice |
| 0213033 | miejsko-wiejska |       | Milicz   | 435,54      | 22 895         | Milicz   |

## Pokrycie terenu
Powiat milicki według danych z 2025 roku zajmował powierzchnię 714,93 km², co stanowiło 3,6% powierzchni województwa dolnośląskiego. Pod względem powierzchni zajął 12. lokatę spośród 26 powiatów w województwie oraz 211. miejsce wśród 314 powiatów Polski. Największą część powierzchni powiatu zajmowały grunty rolne (52,6%, z czego niemal 15% to grunty pod stawami) oraz leśne (42,6%). Zabudowanych i zurbanizowanych było 4,1% terenów, zaś pod wodami znajdowało się ich 0,6%.
|  |

## Demografia
Według stanu z 31 grudnia 2024 roku w powiecie milickim zamieszkiwało 35 396 mieszkańców: 17 943 kobiety (50,7% ludności) i 17 453 mężczyzn (49,3%), czyli 1,2% ludności województwa dolnośląskiego. Gęstość zaludnienia w powiecie wyniosła 50 osób na km². Powiat milicki jest drugim najsłabiej zaludnionym powiatem w województwie; pod względem ludności zajął w 2024 roku 292. lokatę wśród 314 powiatów Polski.
Wskaźnik urbanizacji wyniósł 30,0%; w miastach w tym dniu mieszkało 10 606 osób, zaś na wsi 24 790 osób.
|  |

|  |  |

## Historia

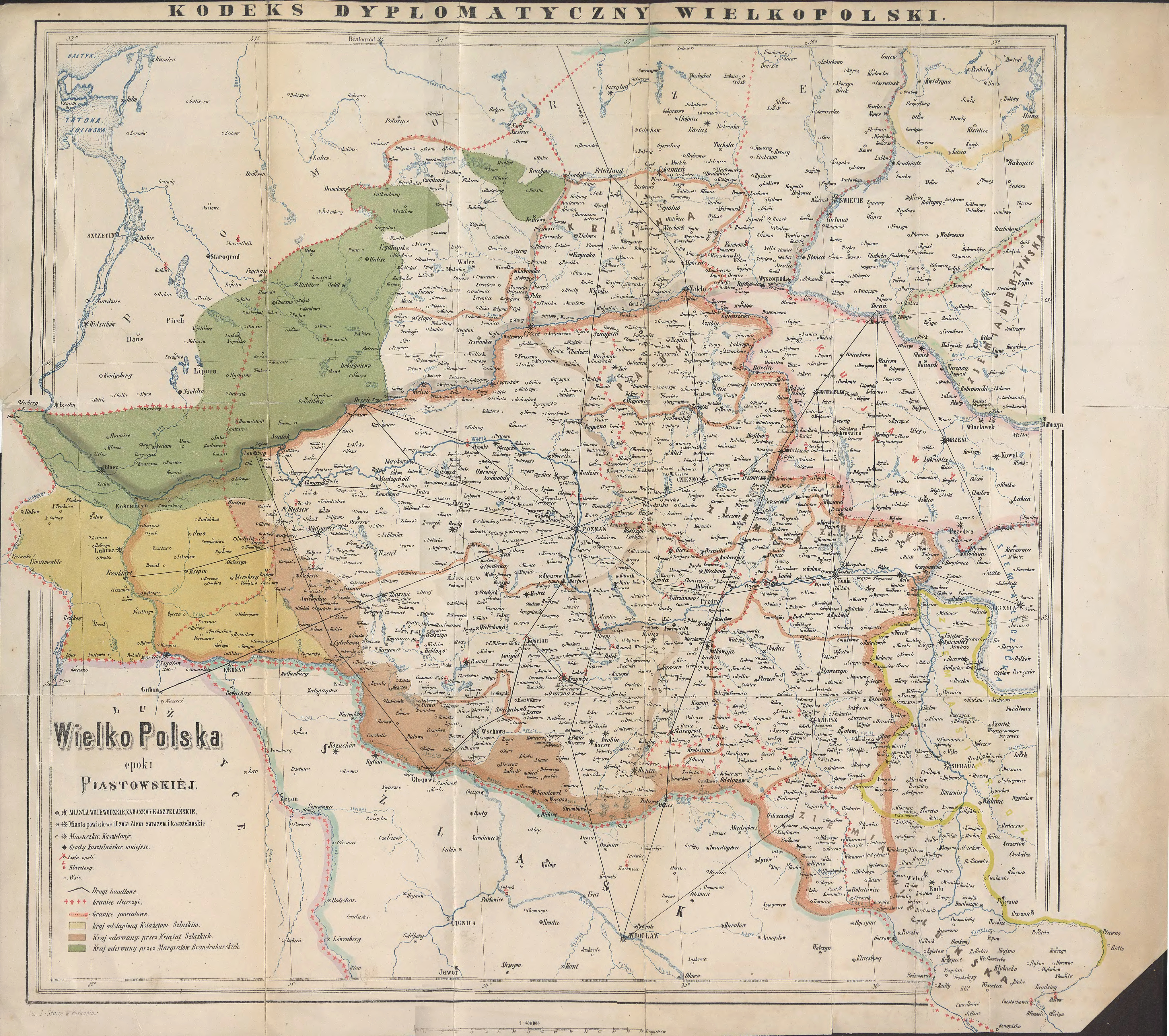
Północna część powiatu w granicach Wielkopolski na mapie według Kodeksu dyplomatycznego Wielkopolski.

Północna część ziem, na których leży powiat, w średniowieczu wchodziła w skład Wielkopolski. W okresie rozbicia dzielnicowego Polski dochodziło na tym obszarze do licznych przygranicznych konfliktów zbrojnych pomiędzy księstwami .
W wyniku aneksji południowe ziemie Wielkopolski przyłączone zostały do Śląska przez książąt śląskich. W 1217 miało miejsce w Sądowlu zawarcie pokoju pomiędzy księciem wielkopolskim Władysławem Laskonogim, a księciem śląskim Henrykiem I Brodatym, w wyniku którego południe Wielkopolski wraz z północną częścią dzisiejszego powiatu milickiego (dzisiejsza gmina Cieszków) przypadła temu ostatniemu .

## Gospodarka
W końcu listopada 2019 liczba zarejestrowanych bezrobotnych w powiecie obejmowała ok. 0,9 tys. mieszkańców, co stanowi stopę bezrobocia na poziomie 6,4% do aktywnych zawodowo.

## Wydarzenia kulturalne
Starostwo Powiatowe w Miliczu organizuje corocznie dwa wydarzenia kulturalne: Święto Karpia Milickiego – Dni Doliny Baryczy oraz Paradę Konstytucji.

### Dni Doliny Baryczy – Święto Karpia Milickiego

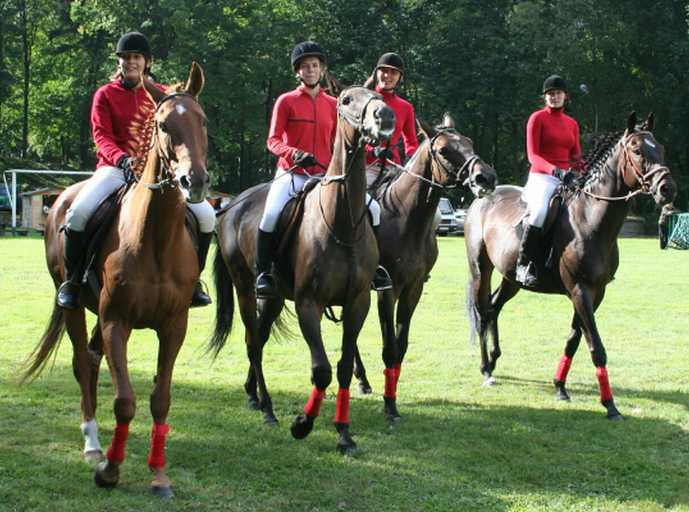
Pokaz konny podczas Święta Karpia

Święto Karpia Milickiego – doroczna impreza plenerowa organizowana w od 2000 r. przez Starostwo Powiatowe w Miliczu. W 2007 r. pojawił się w nazwie drugi człon „Dni Doliny Baryczy”. Tradycją święta jest gotowanie wielkiego gara (kilka tysięcy litrów) zupy rybnej, zwanej „Polewką Rybną z Doliny Baryczy”, którą następnie rozdaje się pośród chętnych smakoszy. Od 2008 r. święto wpisane w obchody Dni Dolnego Śląska. Odbywa się w zabytkowym parku w stylu angielskim przy pałacu Maltzanów, na tle ruin średniowiecznego zamku książąt oleśnickich.

### Parada Konstytucyjna

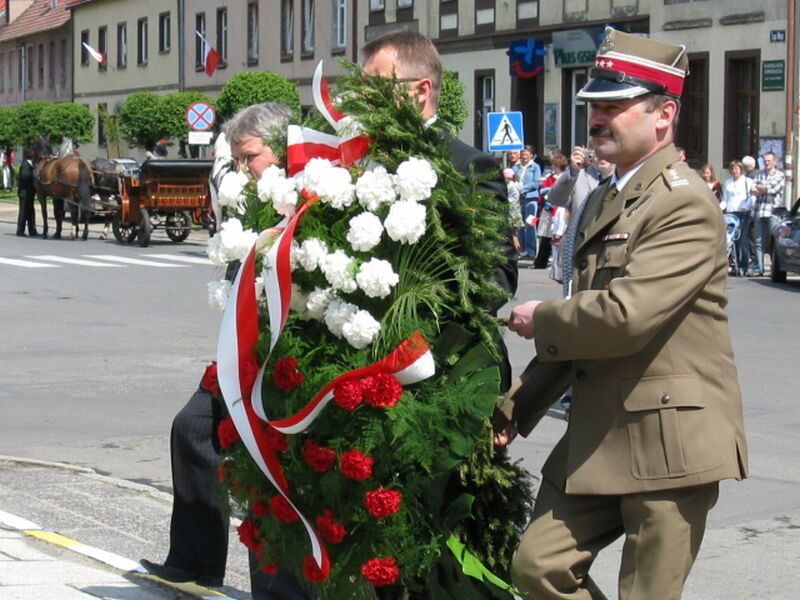
Składanie kwiatów pod pomnikiem niepodległości podczas parady

Parada Konstytucji 3 maja organizowana przez Starostwo Powiatowe w Miliczu od 2007 r. Jej pomysłodawcy postawili sobie za cel zmianę podejścia do narodowych i państwowych rocznic z ich obchodzenia na autentyczne świętowanie. W Paradzie Konstytucji, którą rozpoczyna msza za Ojczyznę z udziałem milickich służb mundurowych i kombatantów w kościele pw. św. Andrzeja Boboli, biorą udział: orkiestra dęta, jeźdźcy konni w strojach ludowych i z epoki stanisławowskiej, powozy konne, bractwa kurkowe i rycerskie, policjanci, straż pożarna: państwowa i ochotnicza z zabytkowymi sikawkami, motocykliści, harcerze, Cech Rzemiosł Różnych, uczniowie w strojach z czasów Sejmu Wielkiego, władze lokalne oraz licznie mieszkańcy Milicza. Parada zaczyna się pod urzędem miejskim, gdzie zostaje uroczyście wciągnięta na maszt przy dźwiękach Mazurka Dąbrowskiego polska flaga narodowa, następnie przechodzi pod pomnik niepodległości, tu następuje uroczysta zmiana warty, składany jest wieniec od mieszkańców oraz kwiaty od organizacji, instytucji i zakładów pracy, dalej przechodzi do Rynku, a stamtąd do parku. Kończy ją Majówka Konstytucyjna przy klasycystycznym pałacu hrabiostwa Maltzanów, gdzie odbywają się koncerty orkiestry i pokazy bractw, a na uczestników czeka strażacka grochówka.

## Starostowie miliccy
Na podstawie źródła:
- Jan Kwiecień (6 listopada 1998 – 29 listopada 2002)
- Aleksander Magusiak (29 listopada 2002 – 28 listopada 2006)
- Piotr Lech (28 listopada 2006 – 9 grudnia 2014)
- Jan Krzysztofik (9 grudnia 2014 – 15 września 2016)
- Krzysztof Osmelak (15 września 2016 – 21 listopada 2018)
- Grzegorz Duda (21 listopada 2018 – 25 czerwca 2019)
- Sławomir Strzelecki (25 czerwca 2019 – 7 maja 2024)
- Dorota Folmer (od 7 maja 2024)[19]